# Karl von Wolff gen. Metternich
Freiherr Karl von Wolff gen. Metternich (Taufname: Karl Leopold Wilhelm Joseph Maria Hubertus) (* 1. März 1878 in Wehrden; † 12. November 1939 in Höxter) war ein preußischer Landrat.

## Herkunft und Familie
Karl von Wolff gen. Metternich wurde als Sohn der Eheleute Philipp Otto Friedrich Wittekind von Wolff gen. Metternich (preuß. Kammerherr) und Mathilde von Fürstenberg geboren und gehörte dem westfälischen Uradelsgeschlecht Wolff-Metternich an, welches ursprünglich in Hessen ansässig war. Sein Urgroßvater Philipp war Landrat des Kreises Höxter. Sein Großvater war Klemens August Hermann (* 1803, † 1872), verheiratet mit Augusta von Hartmann (* 1818, † 1880). Dessen Bruder Friedrich war Landrat des Kreises Höxter. Dessen älterer Bruder Klemens war Oberpräsident der Provinz Brandenburg. Er war Fideikommissherr und Rittergutsbesitzer des Schlosses Wehrden.
Am 23. April 1912 heiratete Karl von Wolff in Schurgast Hedwig Friederike Maria Elisabeth Huberta Margareta Felicitas von Ketteler (Eltern: Otto Andreas von Ketteler und Elisabeth Hedwig Schaffgotsch).

## Beruflicher Werdegang
Nach dem Reifezeugnis am 15. Februar 1899 am Gymnasium Paderborn studierte er an den Universitäten Straßburg, München und Göttingen Rechtswissenschaft und bestand am 17. Februar 1902 die Prüfung zum Gerichtsreferendar beim Oberlandesgericht Celle mit dem Ergebnis „ausreichend“. Am 3. Oktober 1902 wurde er zum Gerichtsreferendar beim Oberlandesgericht Hamm ernannt und ging im November 1905 als Regierungsreferendar zur Regierung Arnsberg. Die Prüfung zum Regierungsassessor folgte am 12. Juni 1906 mit dem Ergebnis „ausreichend“ und mit der Ernennung zum Regierungsassessor am 17. Juli 1909. Es schlossen sich Tätigkeiten beim Landratsamt Oels sowie bei den Regierungen Merseburg und Düsseldorf an. Am 3. Januar 1916 wurde von Wolff mit der Verwaltung des Landratsamtes des Kreises Dortmund beauftragt und am 22. August 1916 zum Regierungsrat ernannt. Am 11. Januar 1917 erhielt er den Auftrag zur kommunalen Verwaltung des Landratsamtes Höxter. Der Kreistag wählte ihn am 28. Juni 1917 mit 15 zu 1 Stimmen zum ersten Kandidaten für das Landratsamt. Die definitive Ernennung zum Landrat des Kreises Höxter folgte am 15. August 1917. Er blieb in diesem Amt bis zum 13. Juli 1918, als er auf eigenen Wunsch ohne Pensionsanspruch aus dem Staatsdienst entlassen wurde (wegen des Todes seines Bruders musste Karl die Verwaltung der Familiengüter übernehmen). Seinen Militärdienst leistete er als Einjährig-Freiwilliger im Husaren-Regiment „Kaiser Nikolaus II. von Russland“ (1. Westfälisches) Nr. 8 in Paderborn als Oberleutnant. An den Kämpfen im Ersten Weltkrieg nahm er vom 2. August 1914 bis zum 1. Februar 1916 teil.

## Ehrungen
- Eisernes Kreuz  II. Klasse.